# Stegopelta
Stegopelta landerensis is een plantenetende ornithischische dinosauriër, behorend tot de Ankylosauria, die tijdens het vroege Krijt leefde in het gebied van het huidige Noord-Amerika.

## Vondst en naamgeving
In het begin van de twintigste eeuw vond Samuel Wendell Williston bij de Conant Creek in Fremont County, Wyoming, de resten van een ankylosauriër. De botten werden aan het oppervlak aangetroffen en waren sterk verweerd en verbrokkeld doordat ze van een helling waren afgerold. Eerst zag Williston ze aan voor onbelangrijke resten van een plesiosauriër en pas toen hij er ornithischische tanden tussen ontdekte, zag hij zijn vergissing in. In 1905 benoemde en beschreef hij ze kort als de typesoort Stegopelta landerensis. De geslachtsnaam is afgeleid van het Oudgrieks στέγος, stegos, "dak", en πέλτη, peltè, "klein schild", een verwijzing naar de bedekkende pantserplaten. De soortaanduiding verwijst naar de herkomst bij Lander, de hoofdstad van Fremont County.
Het holotype, FMNH UR88, werd gevonden in een laag van de onderste Belle Fourche Member, een zeeafzetting van de Frontierformatie die dateert uit het late Albien of het vroege Cenomanien, ongeveer honderd tot vijfennegentig miljoen jaar oud. Gaat het in feite om een laag uit het Cenomanien dan stamt de soort uit het Opper-Krijt. De precieze vindplaats is echter niet teruggevonden. Het bestaat uit een fragmentarisch skelet met schedel. Bewaard zijn gebleven: een stuk bovenkaaksbeen, een dozijn tanden, zeven halswervels, twee ruggenwervels, een stuk heiligbeen, twee staartwervels, ribben, beide schouderbladen, de bovenkanten van beide opperarmbeenderen, de bovenkant van een linkerellepijp, de bovenkanten van beide spaakbeenderen, een middenhandsbeen, beide darmbeenderen, de onderkant van een scheenbeen, een middenvoetsbeen, een stekel, een stuk halsberg, een heupschild en losse osteodermen. Het karkas moet door een rivier in zee gespoeld zijn.

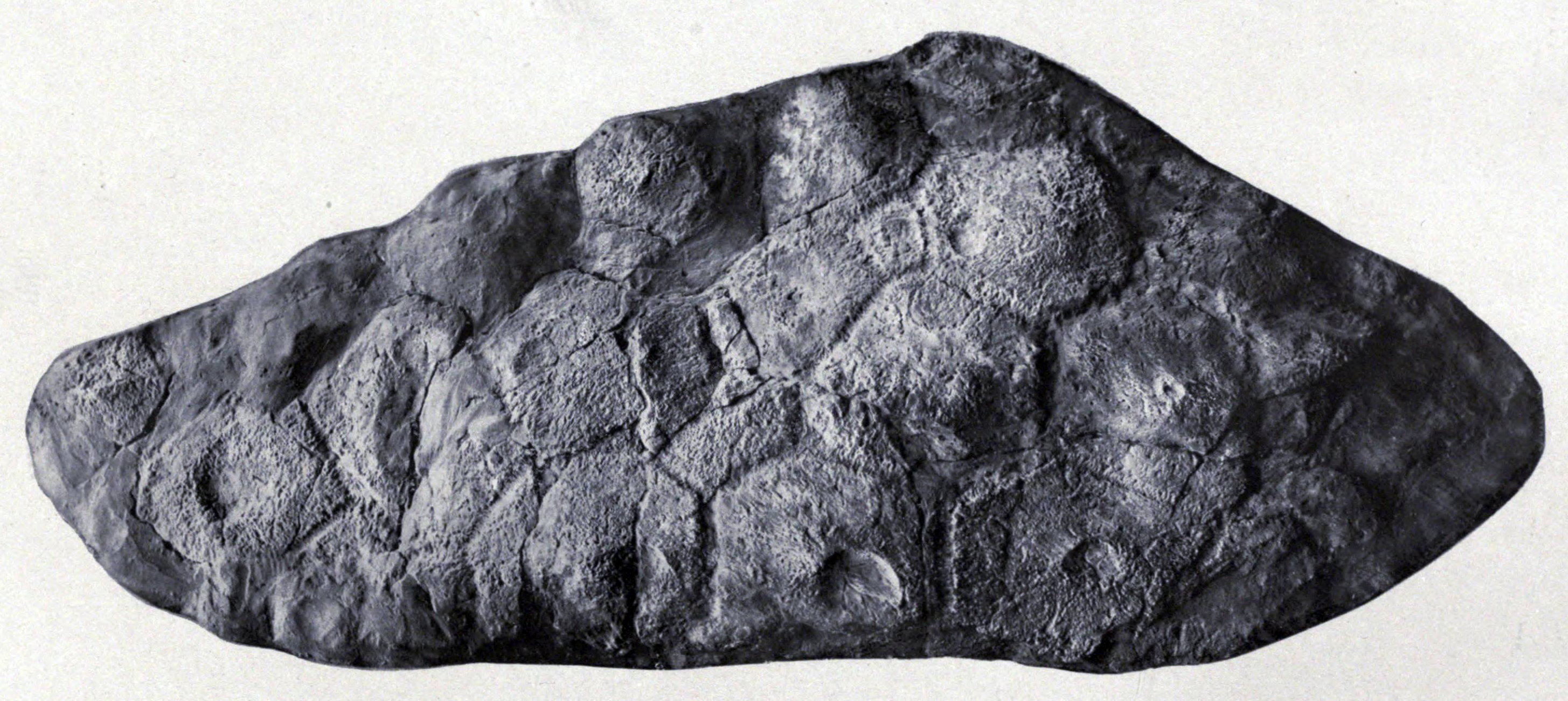
Het heupschild zoals gefotografeerd door Moody

In 1906 trok de paleopatholoog Roy Lee Moodie door het vondstgebied, op zoek naar fossielen van Plesiosauria. Hij hoorde het verhaal van de ankylosauriërbotten en thuis zocht hij het artikel van Williston op dat hem echter wat teleurstelde. Hij nam contact met Williston op en uiteindelijk stuurde die laatste de botten naar Moodie in een krat met een gewicht van 450 pound zodat die ze zelf beter kon beschrijven. Moodie prepareerde de resten nog wat verder uit. Diens artikel uit 1910 bleef lange tijd de voornaamste bron over Stegopelta. Het is niet in ieder opzicht betrouwbaar: Moodie zag bijvoorbeeld alle halswervels aan voor ruggenwervels en dacht dat het linkerschouderblad het rechterschaambeen was. Het taxon raakte een beetje in vergetelheid en in 1978 bracht Walter Coombs het onder bij Nodosaurus als een Nodosaurus landerensis. Echter, in 1998 erkenden Kenneth Carpenter en James Kirkland het weer als een geldige soort en een geldig geslacht.

## Beschrijving
Stegopelta is een vrij kleine ankylosauriër. In 2010 schatte Gregory S. Paul de lichaamslengte op vier meter, het gewicht op één ton. Moodie ging nog uit van een lengte van rond de vijf meter, wat beter overeenkomt met de bekende lengte van het darmbeen.
In 2014 gaf Victoria Arbour een verbeterde diagnose. Stegopelta onderscheidt zich door het bezit van zeshoekige pantserplaten op de heup. Deze hebben een oppervlak met putjes, niet met vertakkende richels, zoals bij Glyptodontopelta. De halsberg is niet vergroeid met een onderliggende beenband.

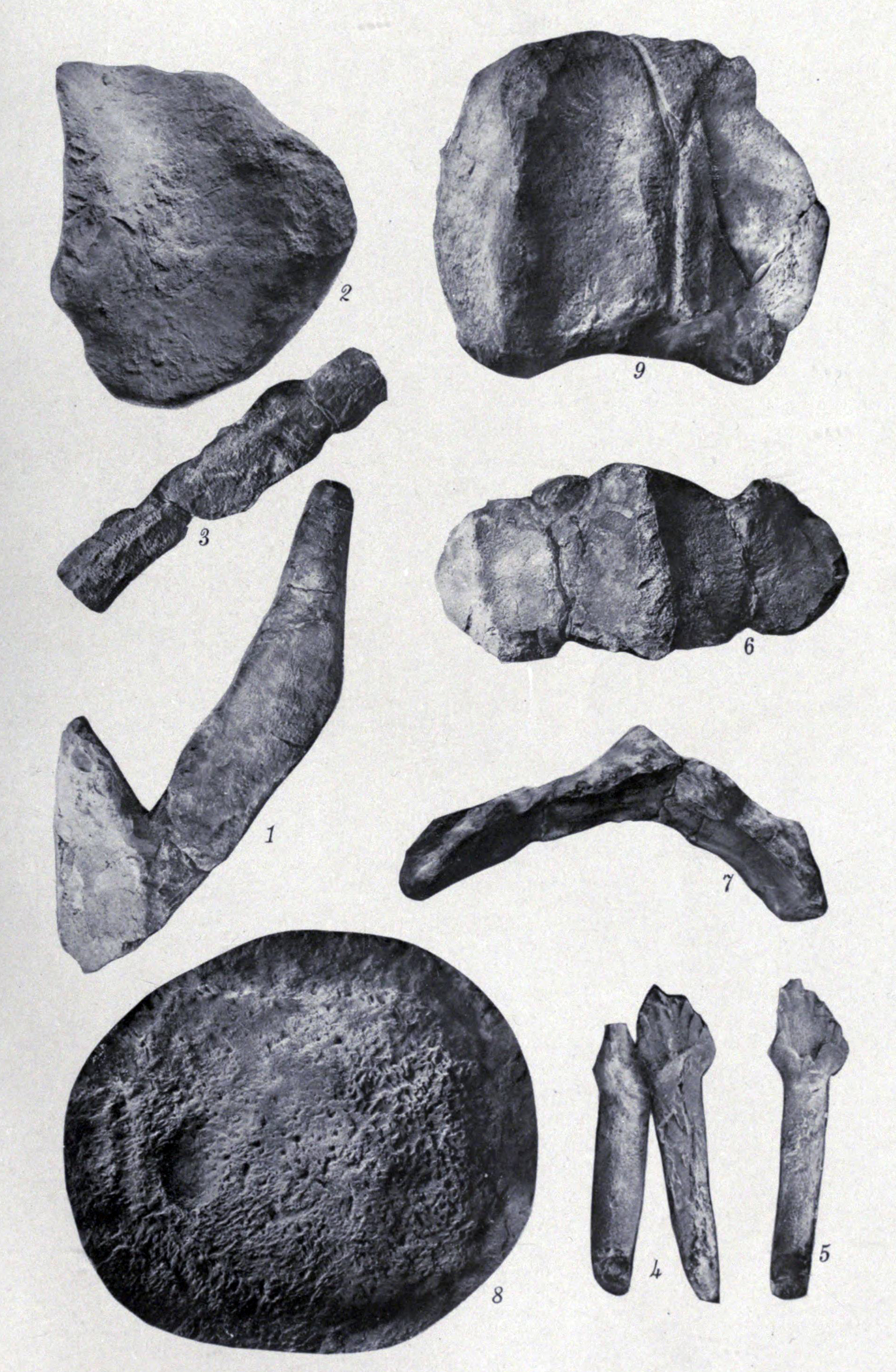
Osteodermen en tanden

Het stuk bovenkaaksbeen bevat drie tandkassen. De tanden hebben een breedte van zeven millimeter. De draaier is lang (92 millimeter) en slank (32 millimeter breed) en overdwars sterk afgeplat. De middelste en achterste halswervels hebben gepaarde diepe uithollingen aan de zijkanten, gescheiden door een horizontale richel waar het capitulum van de nekrib op rust. Ze hebben in de lengterichting ook langwerpige groeven op de bovenkant en een trog aan de onderkant. De wervelboog van de ruggenwervel is niet ingesprongen ten opzichte van het voorste gewrichtsfacet. Het wervellichaam van de ruggenwervels is cilindrisch maar niet sterk ingesnoerd. Op het schouderblad bevindt de processus acromialis zich hoog op de voorrand en is naar voren gericht. De ellepijp heeft een lengte van 385 millimeter en heeft een afgeronde inkeping aan de zijde van het spaakbeen. Het darmbeen is ongeveer 120 centimeter lang, het schaambeen 357 millimeter.
De osteodermen op de heup zijn middenin bol gewelfd en met vijftien millimeter tamelijk dik. Ze hebben een doorsnede van 56 tot 105 millimeter en zijn wat langwerpig. Ze hebben een lage middenkiel op de lengteas met daarnaast evenwijdige verlaagde uithollingen zodat de dwarsdoorsnede een zigzagprofiel heeft. Een osteoderm van de voorste romp, die door Moodie echter op de heup geplaatst werd, heeft twee stekelpunten, één acht centimeter, de ander tien centimeter lang. Enkele andere stukken plaat hebben een lengte tot veertien centimeter. Moodie veronderstelde dat de hele romp met pantserplaten bedekt was maar vermoedelijk was alleen het achterlichaam bedekt met een continu heupschild. De halsberg is tweeëndertig centimeter lang en elf centimeter breed.
Als paleopatholoog was Moodie verdacht op afwijkingen en hij meende die gevonden te hebben op de achterkant van het heupschild waar zich drie cirkelvormige uithollingen bevonden. Het kan in beginsel gaan om letsel door infecties of beten. Moodie begreep dat de putjes in de osteodermen normaal waren maar zag ze ten onrechte aan voor bevestigingspunten voor aparte stekels. Het dier zou volgens hem zo "zelfs voor het Krijt" een opmerkelijke verschijning zijn geweest. Bij ankylosauriërs vormen osteodermen en mogelijke stekels echter altijd één geheel en de putjes zijn in feite verankeringen voor de hoornschacht van de osteoderm.

## Fylogenie
Williston noemde Stegopelta wel een armored dinosaur maar gaf geen plaatsing. Moodie zag het als een lid van de Stegosauria, een groep die toen alle gepantserde dinosauriërs omvatte. Coombs zag het dier als een lid van de Nodosauridae en dat is tot nu toe de gebruikelijke plaatsing gebleven. In 2000 gaf Tracy Ford echter een afwijkende indeling. Stegopelta zou behoren tot een eigen Stegopeltinae, samen met Glyptodontopelta, en dat zou een groep basale Ankylosauridae zijn. Deze hypothese is echter niet bevestigd door exacte cladistische analyses, hoewel die een eigen klade Stegopeltinae binnen de Nodosauridae niet uitsluiten.